# Pećský klášter
Pećský klášter (srbsky v cyrilici Манастир Пећка патријаршија, v latince Manastir Pećka patrijaršija, albánsky Patrikana e Pejës) je klášter (monastrýr) srbské pravoslavné církve na území Kosova. Nachází se v blízkosti města Peć, na jeho západním okraji, v údolí řeky Prizrenska Bistrica. Jako středověká památka je evidován i na seznamu kulturních památek UNESCO. Je kulturní památkou v Srbsku i Kosovu.
Klášter představuje jeden z historicky i kulturně nejvýznamnějších objektů srbských náboženských dějin[zdroj?], předně kvůli tomu, že se zde nacházelo i formální sídlo pravoslavné církve; byli zde až do 18. století pochováváni srbští patriarchové a archiepiskopové. Klášter se rozvíjel postupně od 13. století. Administrativně spadá pod eparchii rašsko-prizrenskou, je však stavropegiálně spravován srbským patriarchou.

## Popis areálu
Klášter tvoří rozsáhlý areál, jehož jádrem jsou čtyři kostely, které vznikaly postupně a které jsou stavebně spojeny do jednoho celku s hlavní chrámovou předsíní (nartexem). Okolo nich se poté nachází zdí obehnané další budovy, které slouží pro patriarchu, mnichy apod. Klášter je pro veřejnost přístupný, je pod dozorem kosovské policie.
| Kostel                                          | Obrázek | Poznámky                          |
| ----------------------------------------------- | ------- | --------------------------------- |
| Kostel svatých apoštolů (Crkva sv. Apostola)    |         | Zbudován v 20. letech 13. století |
| Kostel sv. Dimitrije (Crkva sv. Dimitrija)      |         | Postaven do roku 1324             |
| Kostel Bohorodičky Crkva Bogorodice Odigitrije) |         | Postaven do roku 1337             |
| Kostel sv. Mikuláše (Crkva sv. Nikole)          |         | Postaven do roku 1337.            |

## Historie
Přesné datum vzniku kláštera, resp. první stavby v současném komplexu není známo. Středověký srbský stát v obavě před případnou invazí potřeboval přesunout své církevní centrum dále na jih, a proto bylo rozhodnuto o výstavbě nového kláštera, který by nahradil dosavadní klášter Žiča, dřívější sídlo patriarchy. Stavba kláštera započala v třetí dekádě 13. století a roku 1253 bylo sídlo patriarchy formálně přesunuto. Sídlo církve se přesouvalo i poté (v roce 1285 zpět do Žiči, poté roku 1291 do Niše apod.) Za vlády císaře Štěpána Dušana bylo srbské arcibiskupství povýšeno na patriarchát, který od roku 1346 sídlil opět v Pećském klášteře.
První z kostelů byl zasvěcen apoštolům a nechal jej v 20. letech 13. století zbudovat srbský archiepiskop Arsenije I. Stavba byla okolo roku 1260 zevnitř doplněna nástěnnými malbami. Nástěnné malby patří k významným dílům srbského umění v období od 13. do 16. století. Fresky v kostele Apoštolů dokládají silnou inspiraci na byzantskými tradicemi v malířství, které představují stylizovaná vyobrazení jednotlivých postav a přísné obličejové rysy.
Archiepiskop Nikodým nechal v roce 1320 k severní straně původního chrámu přibudovat kostel sv. Dimitrije a archiepiskop Danilo poté o deset let později jižně od původního kostela nechal vybudovat další chrám zasvěcený bohorodičce a k němu ještě malý kostelík sv. Mikuláše (Nikoly). Nechal rovněž vybudovat i monumentální chrámovou předsíň, která byla napojena na západní stranu všech tří kostelů. Před ní také vznikla i monumentální čtyřboká kamenná věž.
V době založení kláštera zde byl Svatým Sávou zasazen[zdroj?] morušovník s názvem šam-dud, který se dochoval do dnešních dnů. Klášter také obsahuje sbírku ikon z časového období od 14. do 19. století a řadu písemností, které vznikly ještě v církevní slovanštině.
Interiér chrámu svatých apoštolů byl zdoben i okolo roku 1300, dále pak i v období let 1350, 1375 a potom ještě dvakrát v 17. století. Kostel sv. Dimitrije byl poprvé vyzdoben okolo roku 1345; později byly fresky přemalovány Georgijem Mitrofanovićem v letech 1619 a 1620. Třetí z kostelů, který byl zasvěcen bohorodičce, byl doplněn nástěnnými malbami před rokem 1337. Chrámová předsíň byla obdobně dekorována v 14. a 16. století, kostel sv. Mikuláše byl opatřen freskami v letech 1673 až 1674. Ve všech kostelech chrámu jsou prováděny čas od času konzervátorské práce.

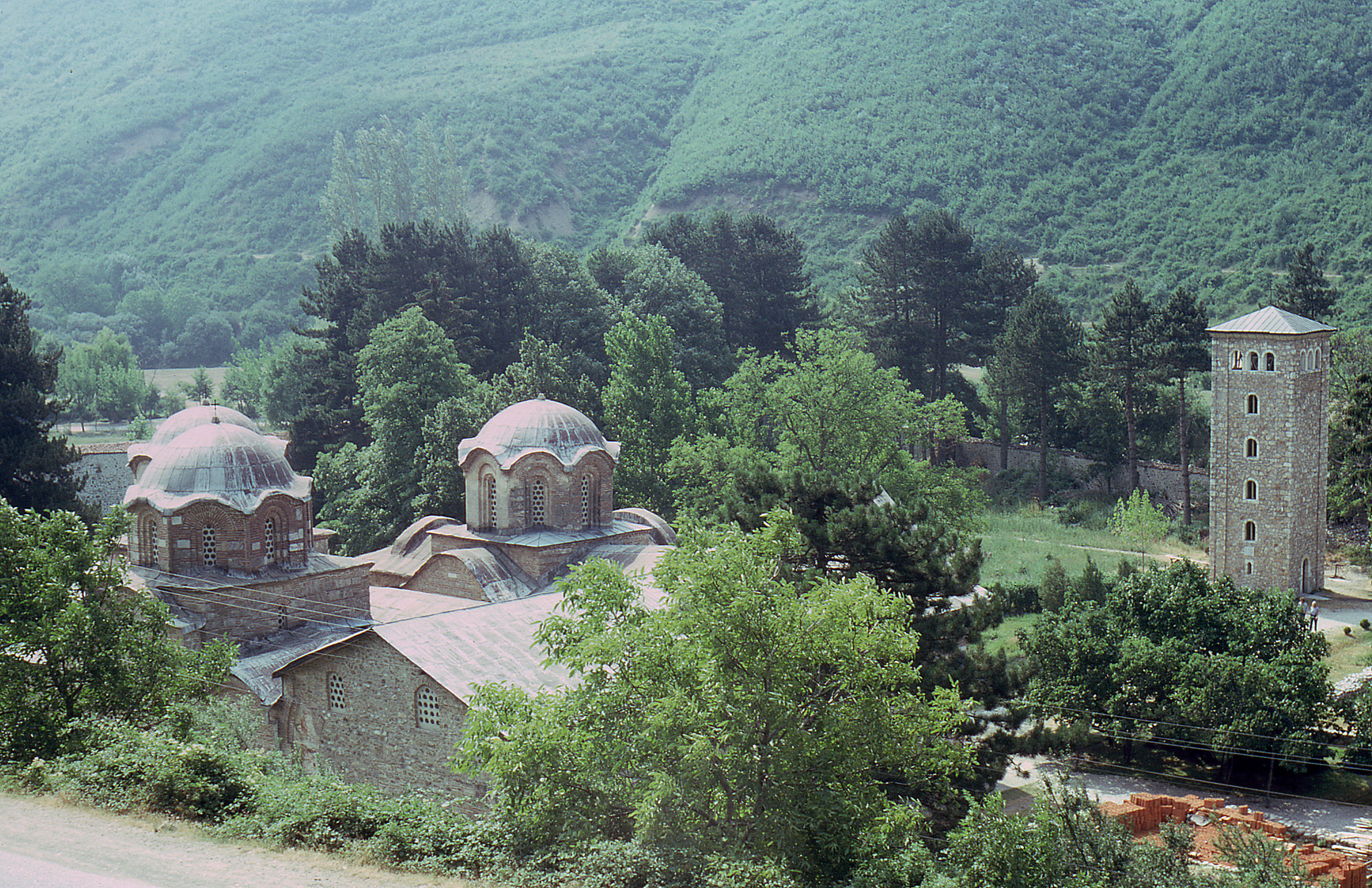
Pohled na klášter v roce 1980.

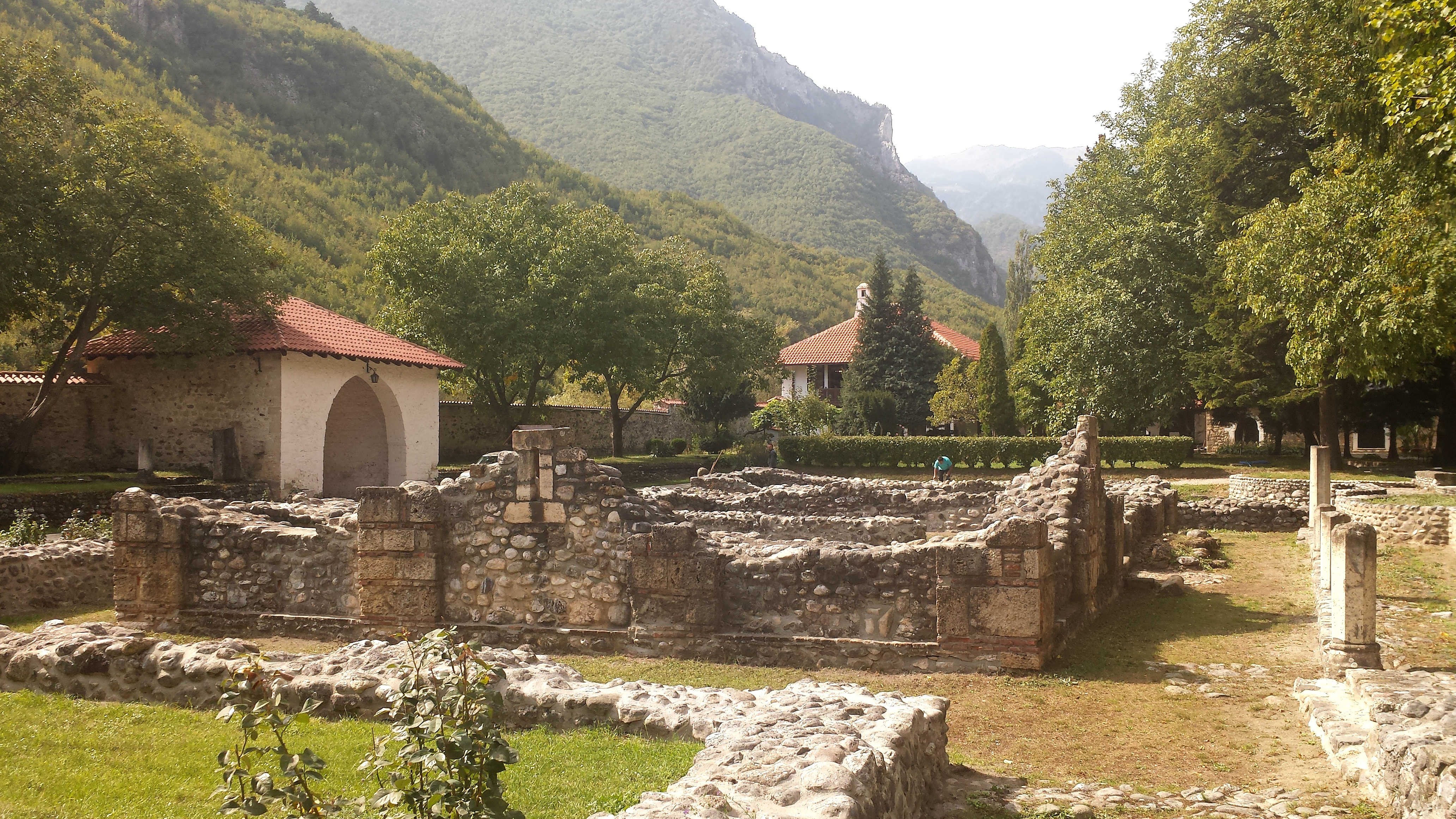
Areál kláštera se zahradou.

V polovině 15. století byl klášter v souvislosti s příchodem Turků opuštěn. Následně byl roku 1557 znovuobnoven za vlády sultána Sulejmana I., a to na doporučení tehdejšího vezíra Mehmeda Paši Sokoloviće. Ke klášteru byly ze správního hlediska připojeny i některé eparchie, které se nacházejí na území dnešního Bulharska. Klášter se poměrně dobře rozvíjel; byl pořízen nový ikonostas pro kostelík sv. Mikuláše a obnoveny některé fresky. Areál byl také od roku 1673 ohrazen zdí.
Působení pećského kláštera jako centra duchovního života slovanského pravoslavného obyvatelstva však mělo omezené trvání. Na počátku 18. století a především po rusko-turecké válce, během níž Turecko znovu dobylo území centrálního Srbska, se působení kostela stalo trnem v oku Fanariotům a ekumenickému patriarchátu v Konstantinopoli, který prosazoval svoji správu nad pravoslavnými územími v rámci Osmanské říše. Situaci nepomohlo ani druhé stěhování Srbů, kdy v závěru války řada pravoslavného obyvatelstva odešla na sever na území Habsburské monarchie. Řada hodnotných předmětů byla tehdy převezena do Sremských Karlovců. V roce 1737 byl proto za hlavu pravoslavní církve (patriarchu) v Peći vybrán Řek, neboť byl srbský klér shledán nedůvěryhodným. Postupně se Fanarioté snažili z vedení církve odstraňovat srbské duchovní, nakonec prosadili zrušení patriarchátu, ke kterému došlo v září 1776.
I pod těžšími podmínkami však klášterní život neutuchal. V roce 1803 získal kostel sv. Dimitrije nový ikonostas, v roce 1804 bylo napsáno několik nových ikon. V roce 1831 byl klášter vyloupen.
Klášter v Peći byl jako sídlo patriarchy znovuobnoven v roce 1920 poté, co byla pravoslavná církev reorganizována v souvislosti s vznikem Království Srbů, Chorvatů a Slovinců. Od této doby dále byli všichni patriarchové slavnostně uváděni do funkce vždy v Pećském klášteře. První z nich zde byl zvolen v roce 1924.
V letech 1931 a 1932 byly v areálu kláštera provedeny rozsáhlé rekonstrukční práce pod vedením Đurđe Boškoviće. V roce 1947 byl klášter prohlášen za kulturní památku mimořádné významnosti v rámci SR Srbsko.
V březnu 1981 došlo v areálu kláštera k požáru, byly zničeny především prostory pro pobyt mnichů, rezidence patriarcha a skladiště. Obnova zničené části trvala dva roky a dokončena byla v říjnu 1983. K požáru došlo během demonstrací albánského obyvatelstva a pravoslavná církev hledala viníka. Během soudního procesu byla za příčinu požáru shledána nevyhovující konstrukce komínu. Drahocenné předměty byly zachráněny v poslední chvíli.
Druhá rekonstrukce areálu byla realizována v období od června do listopadu 2006. Během stavebních prací byly odhaleny na severní fasádě kostela sv. Dimitrije dvě dosud neznámé a zakryté fresky.
Areál kláštera byl prohlášen za památku UNESCO dne 13. června 2006. V roce 2008 byly budovy areálu kláštera natřené sytě červenou barvou obdobně, jako tomu je v případě klášteru Žiča ve středním Srbsku. Tento krok vyvolal v odborných kruzích živou diskuzi; někteří z odborníků[zdroj?] jej odsoudili, jiní naopak podporovali. Kritický postoj zaujala také srbská vláda a tamní památkový ústav.[zdroj?]
Do roku 2013 byl areál kláštera pod dozorem jednotek KFOR a poté byl předán ke správě kosovské policii.

## Galerie interiéru chrámu

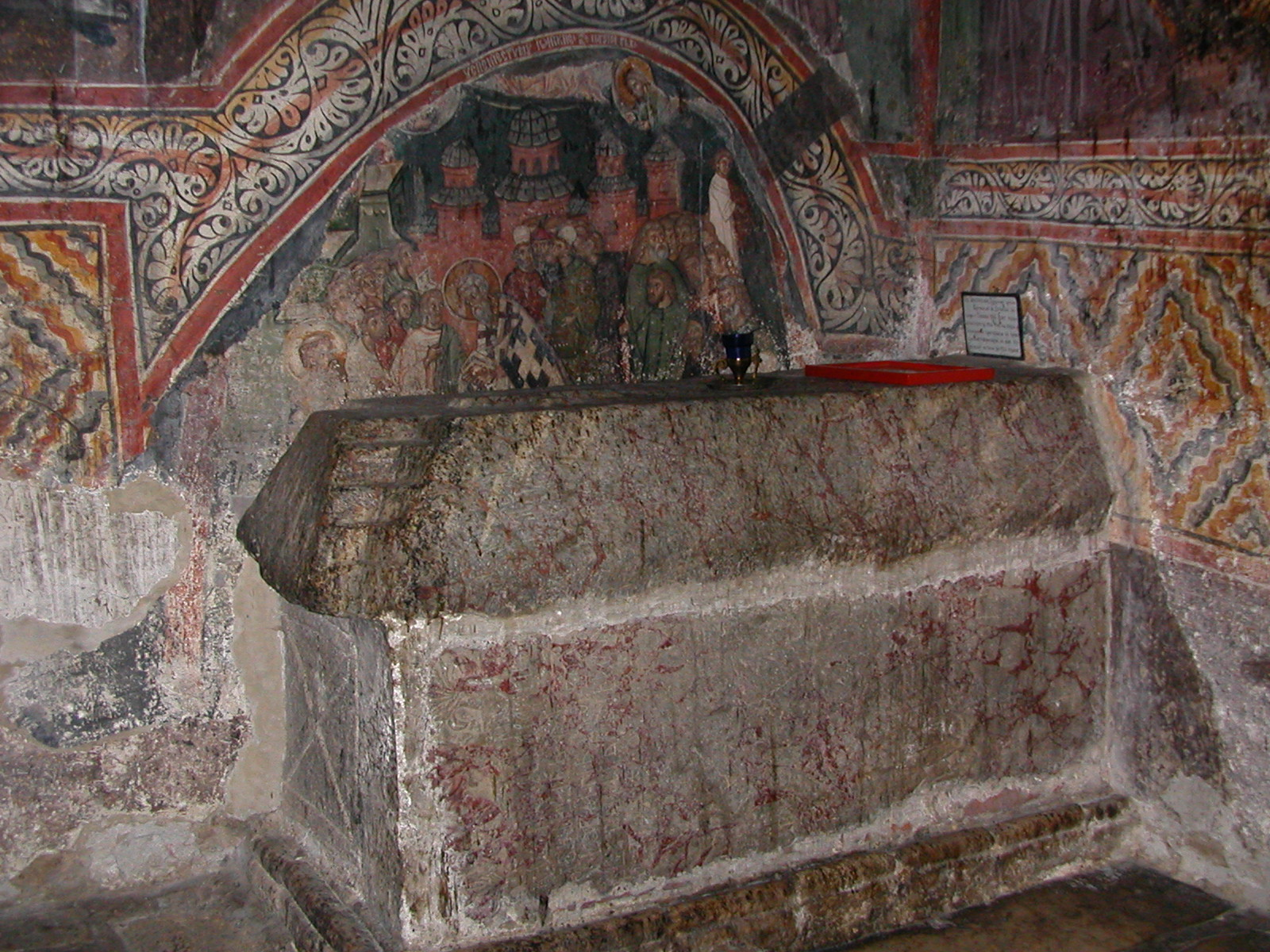
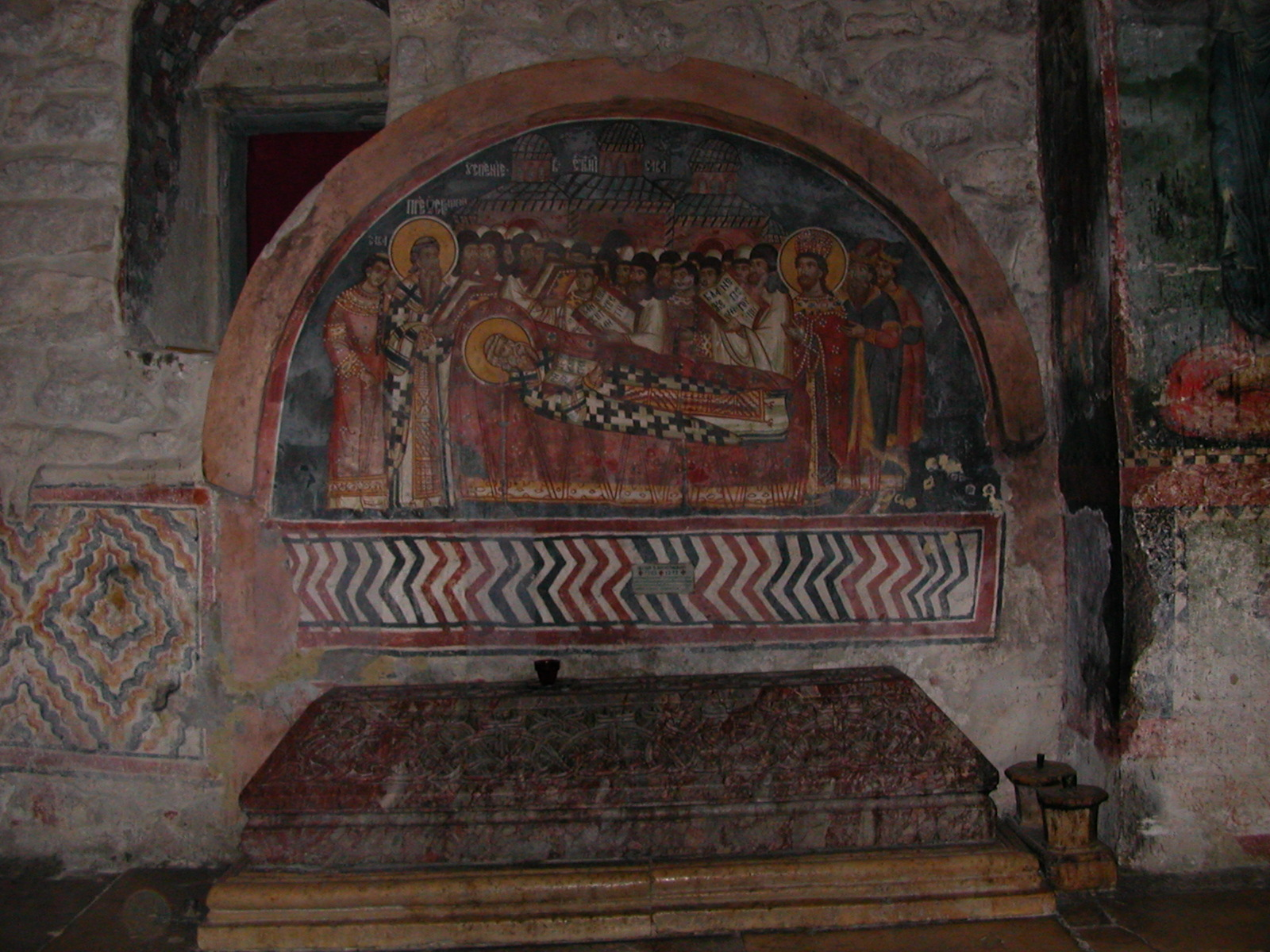
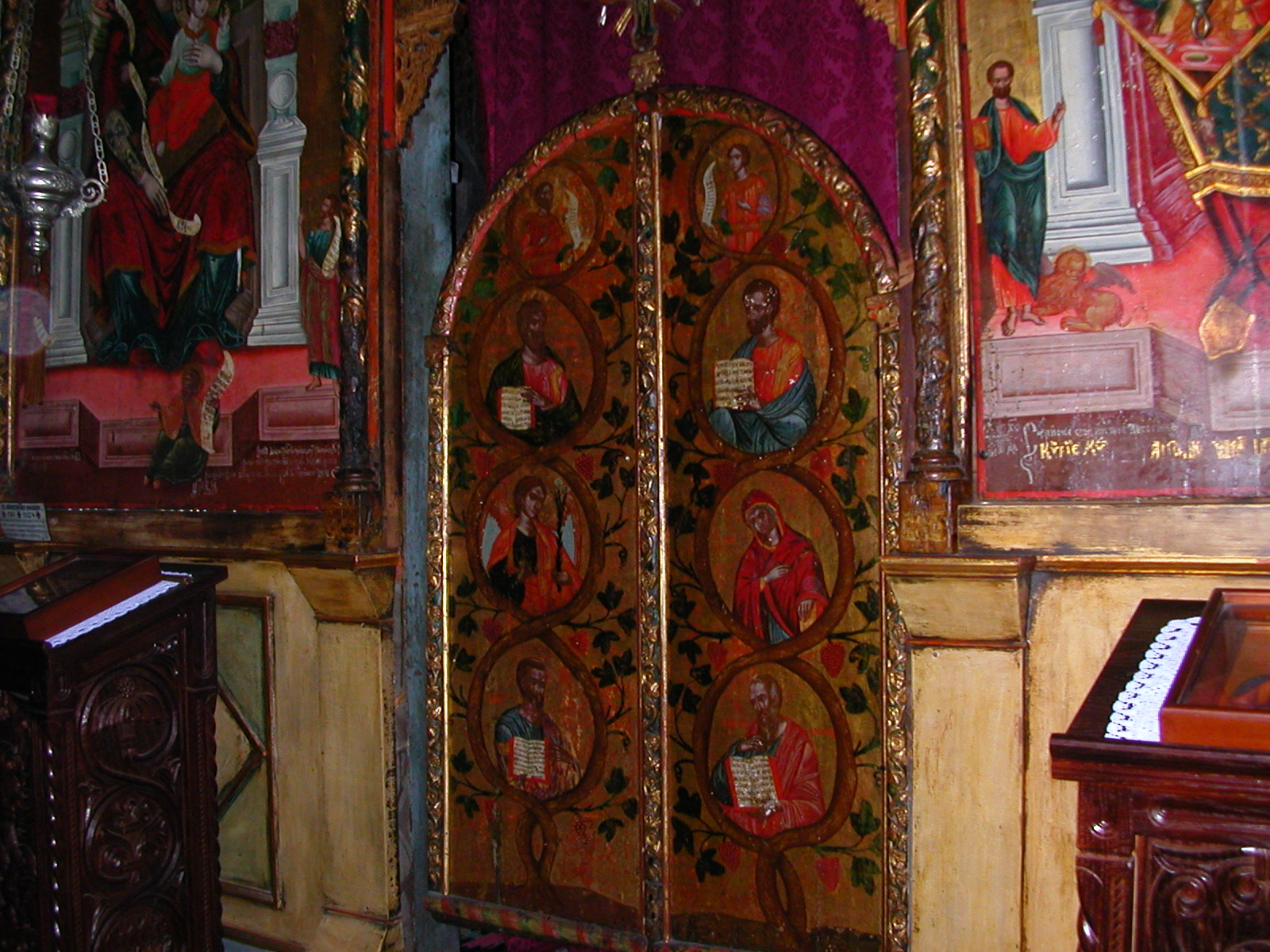
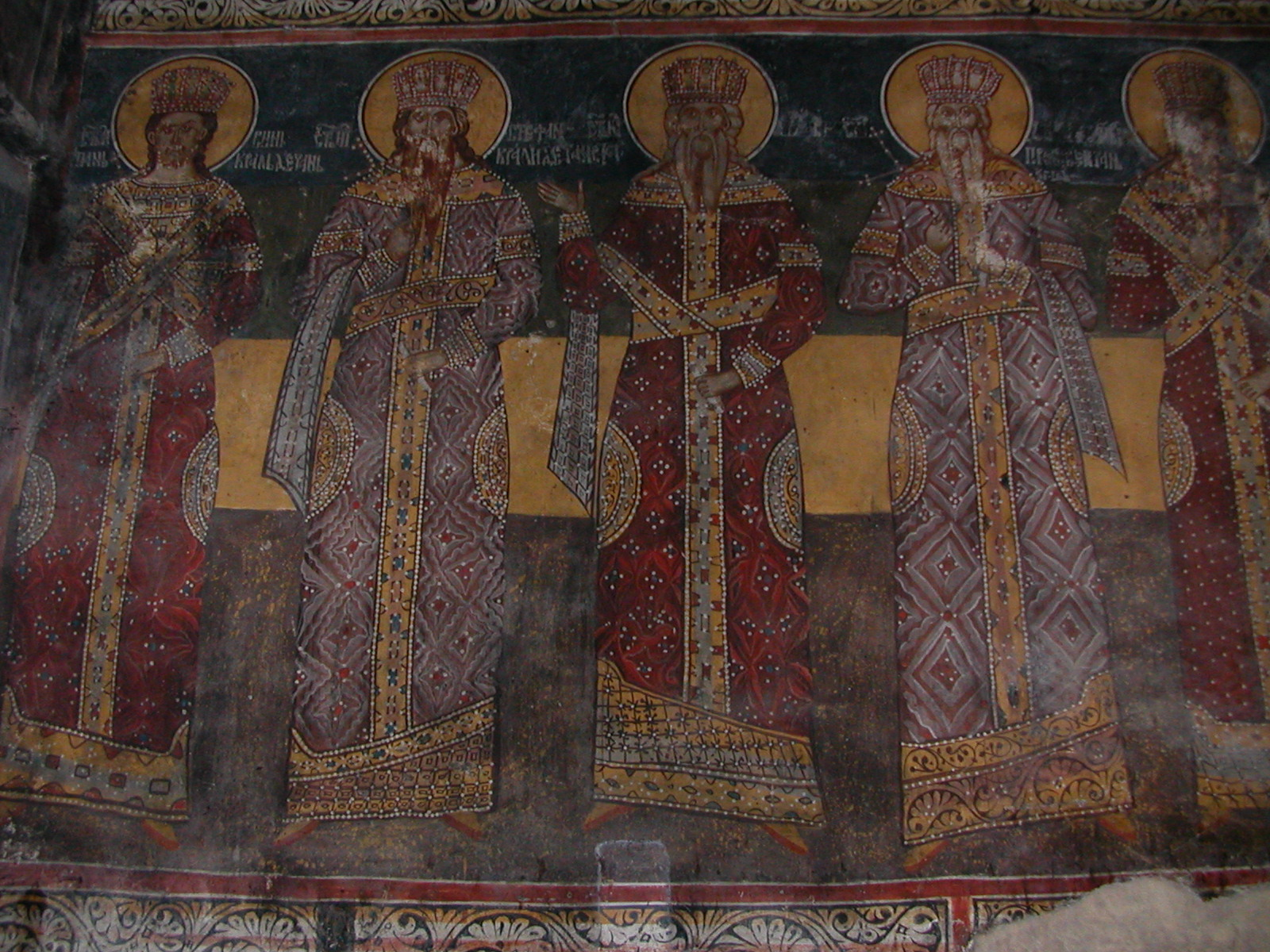
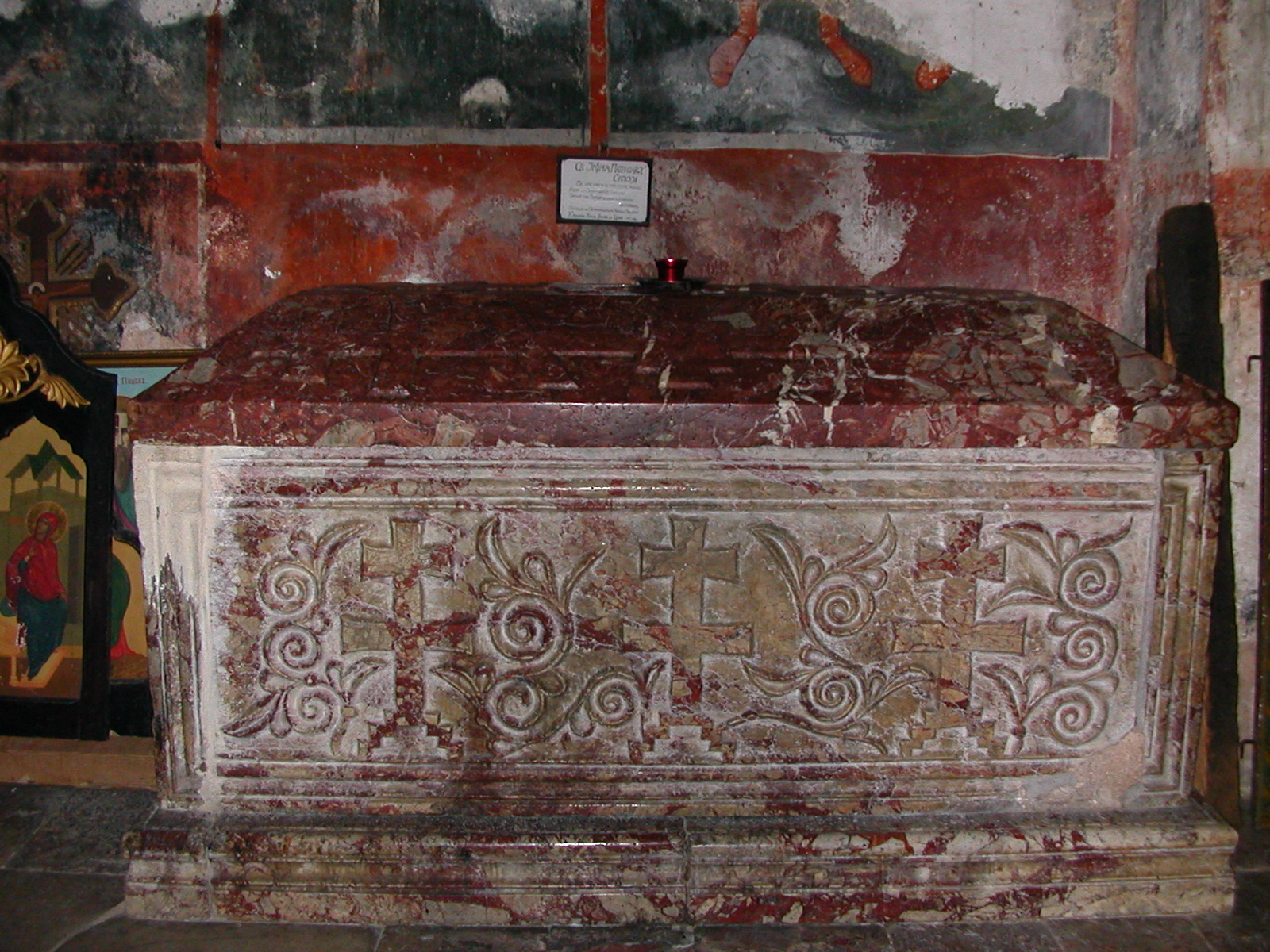
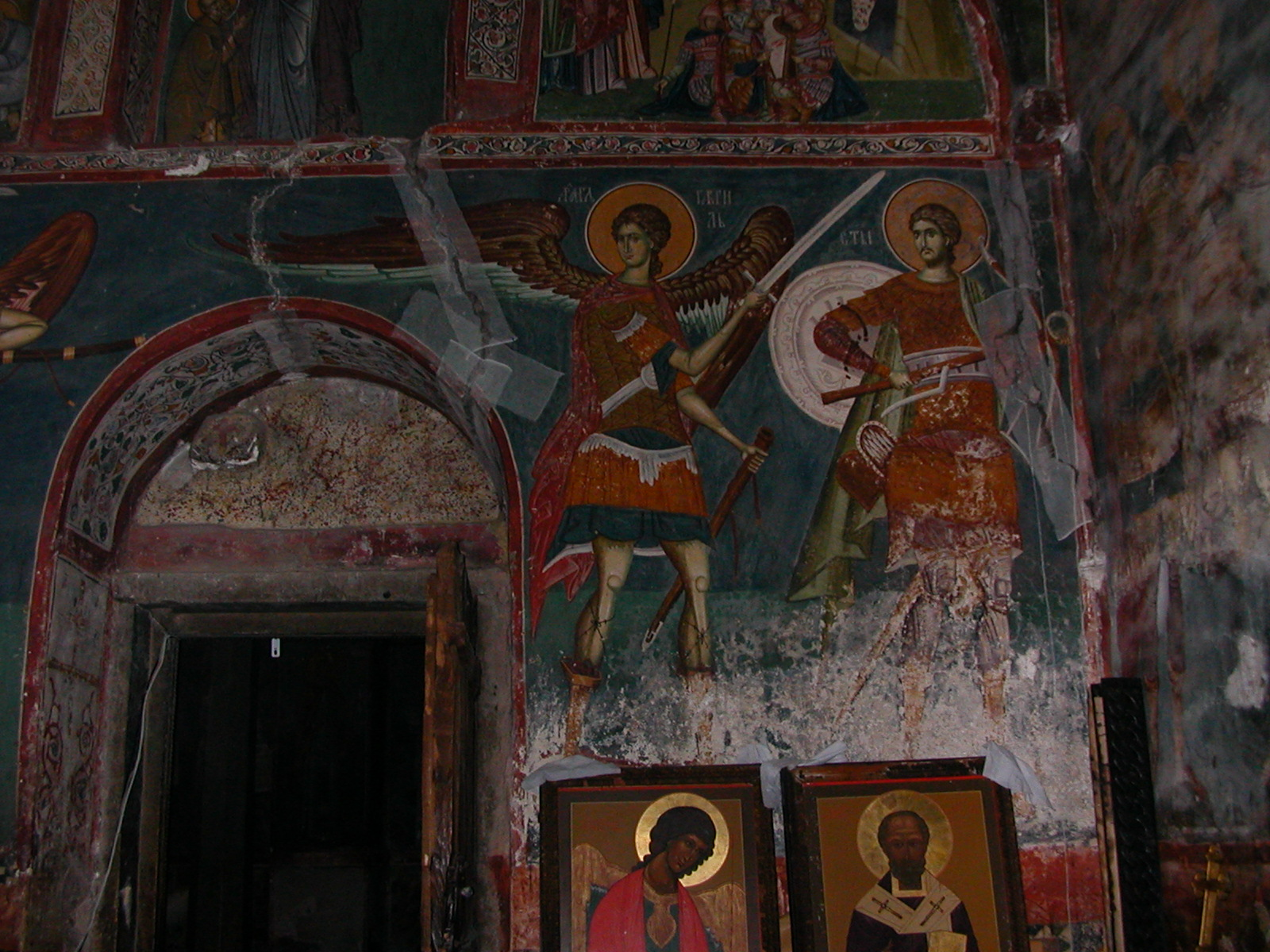
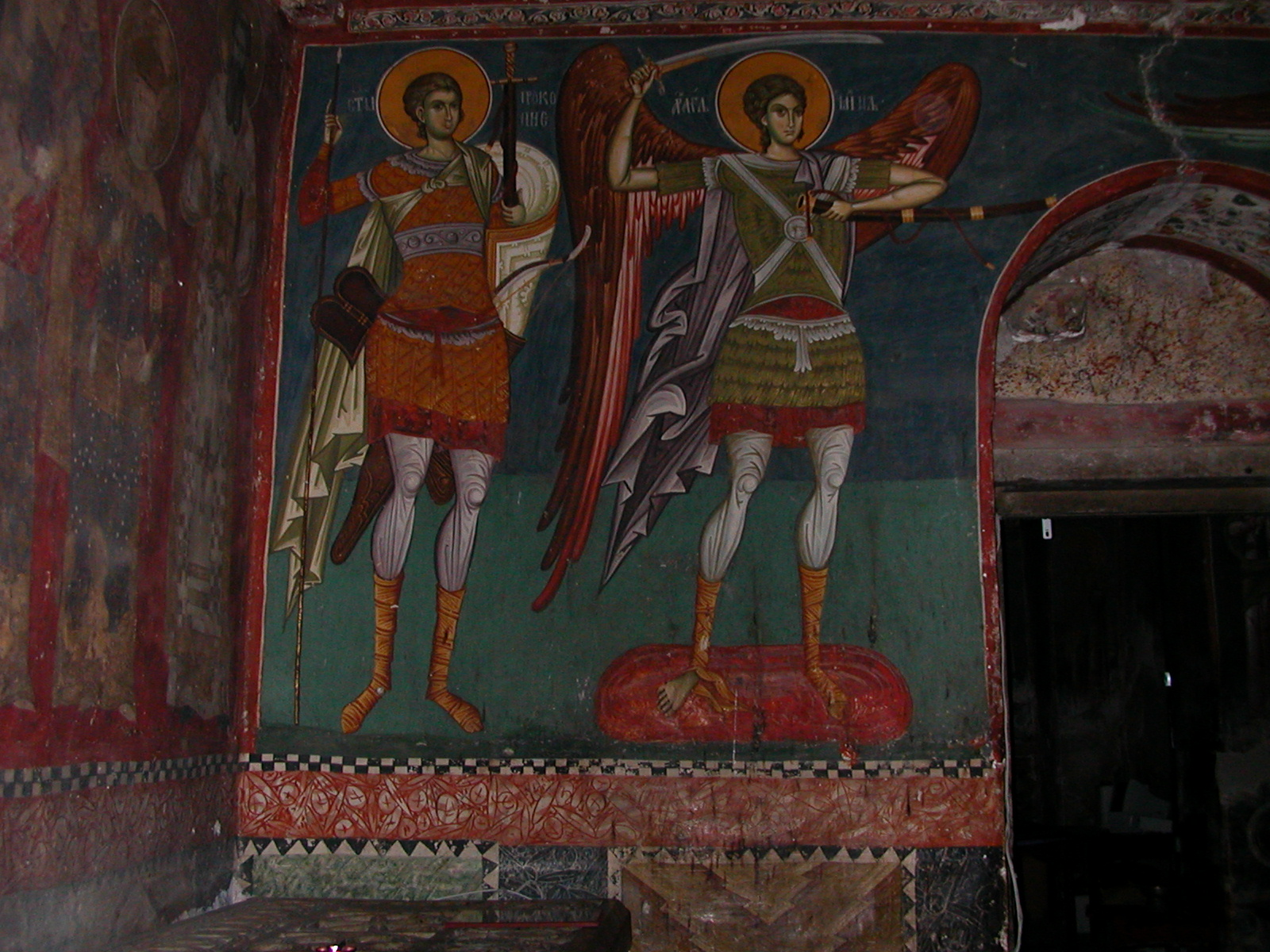
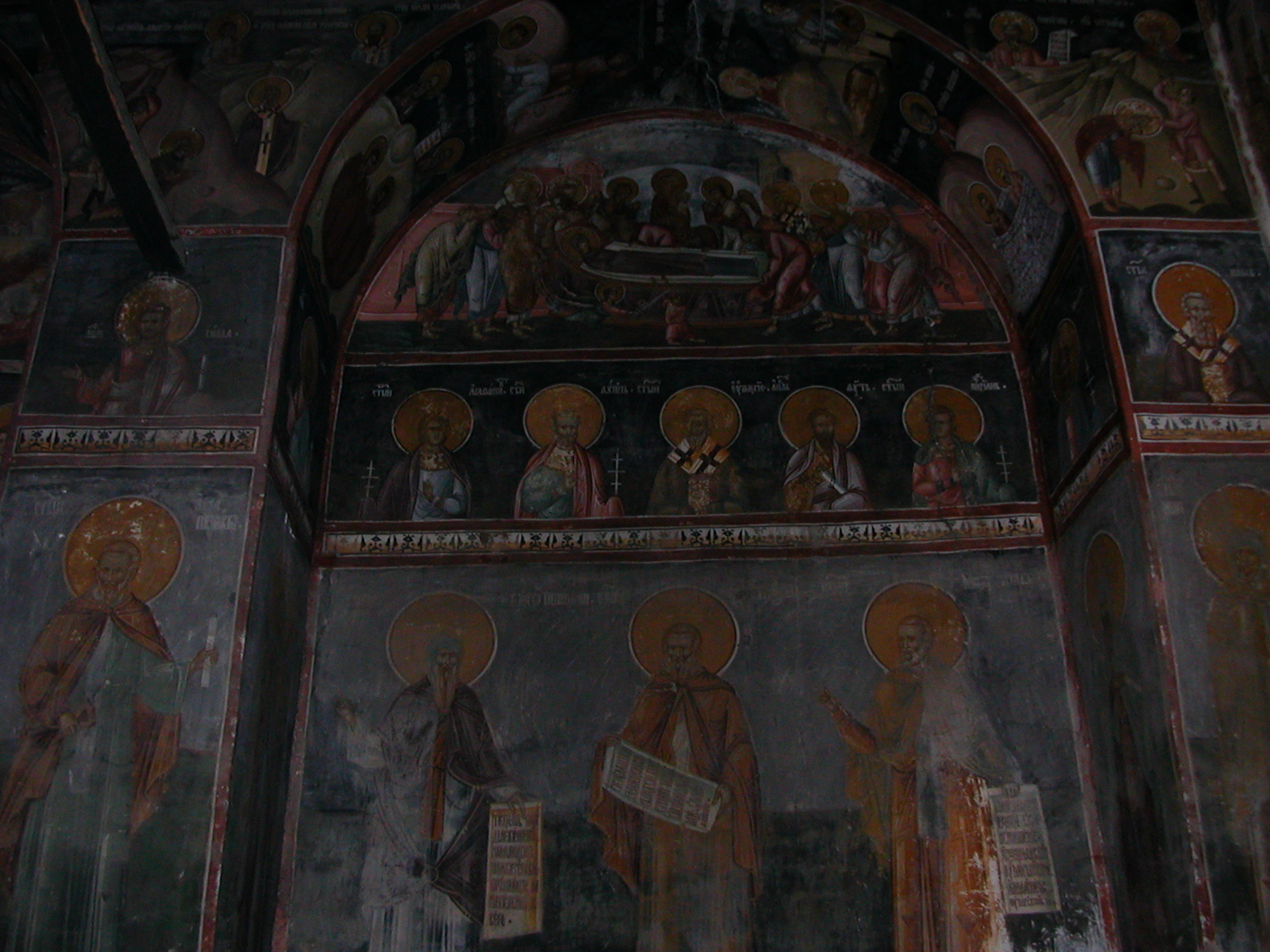
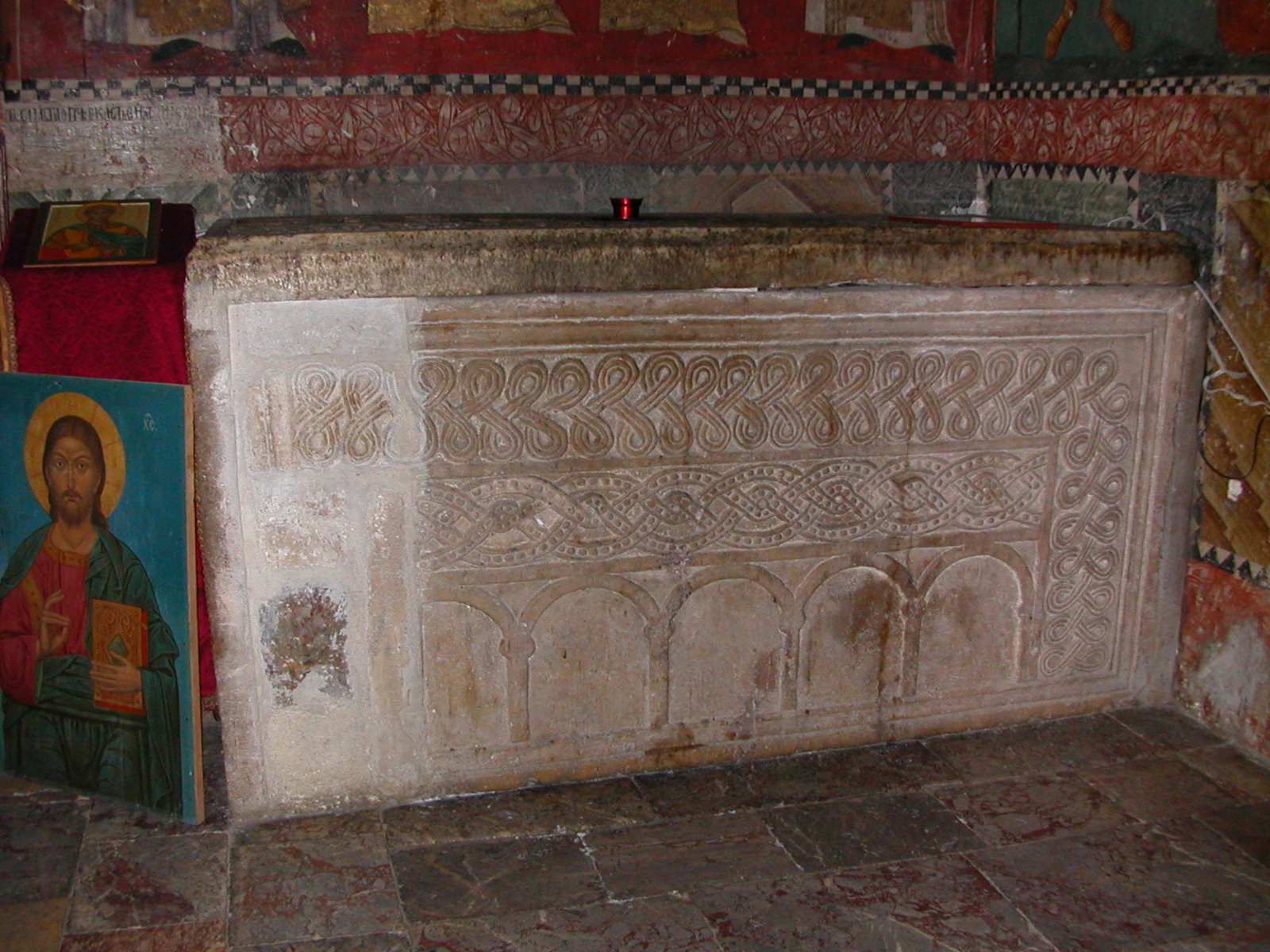
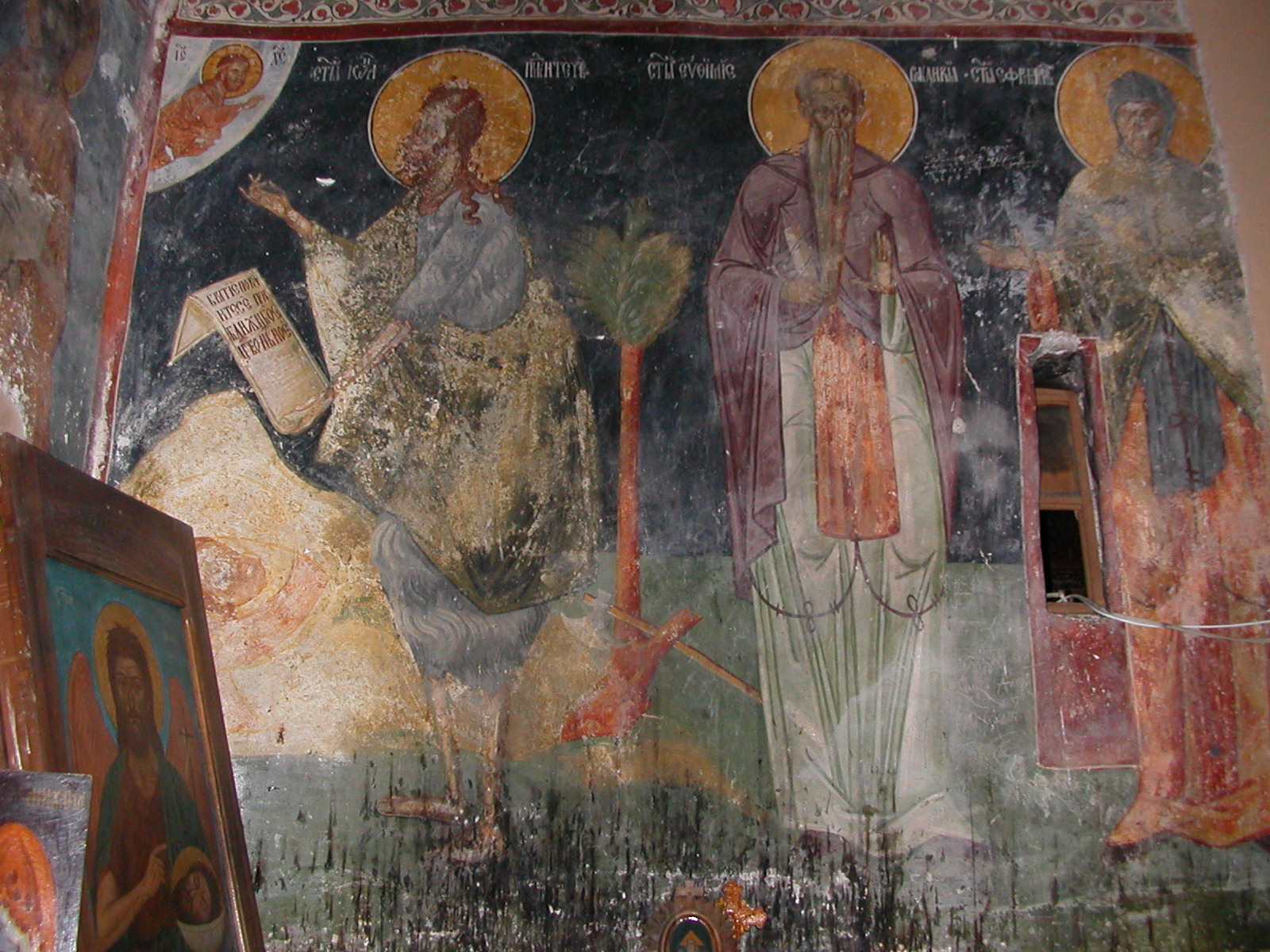
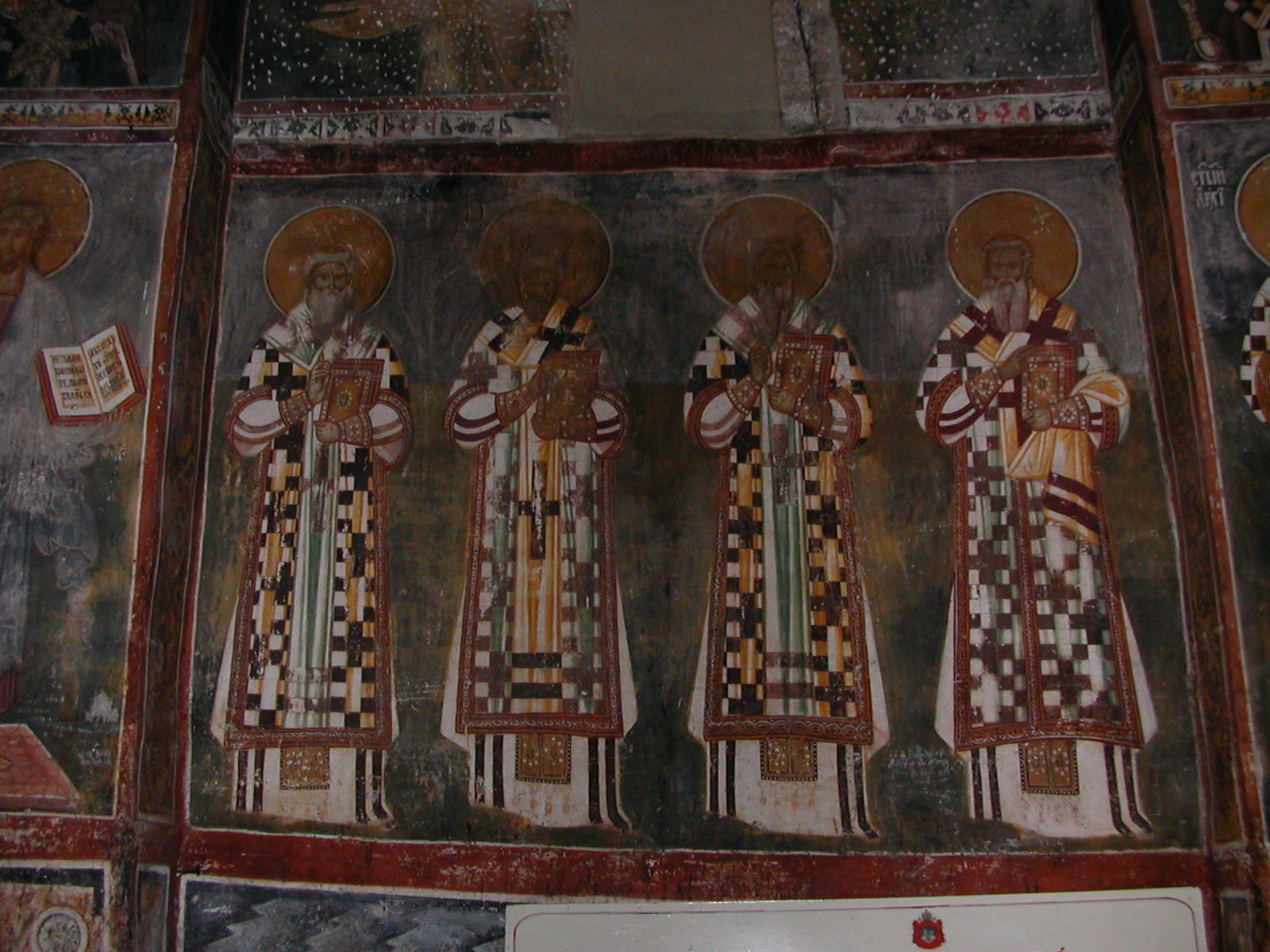
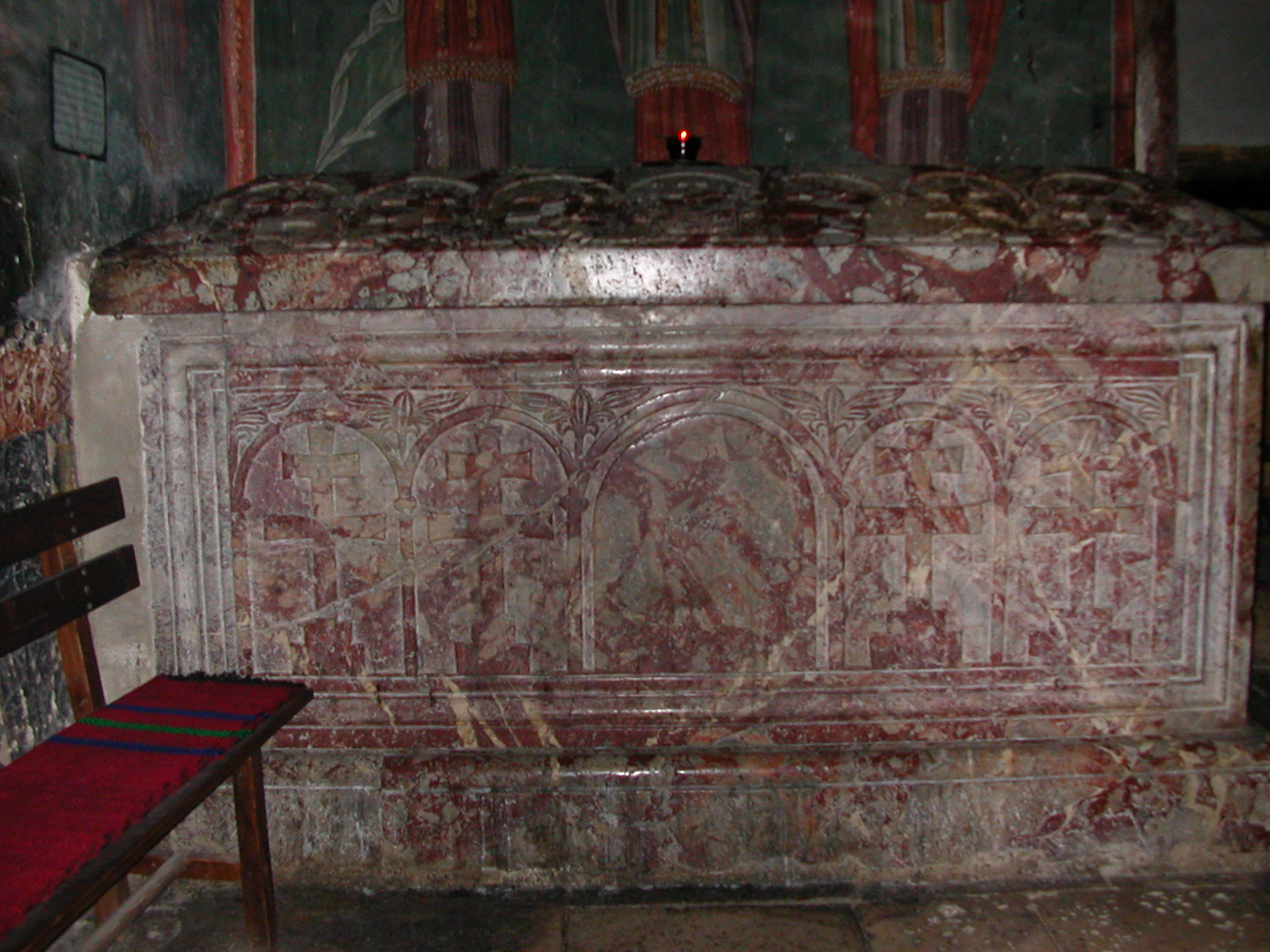

.